# فرانسيسكو ديل روساريو سانشيز
كان فرانسيسكو ديل روساريو سانشيز (9 مارس 1817 - 4 يوليو 1861) ثوريًا دومينيكيًا وسياسيًا ورئيسًا سابقًا
لجمهورية الدومينيكان. يعتبره الشعب القائد الثاني لحرب استقلال الدومينيكان عام 1844، بعد خوان بابلو دوارتي وقبل ماتياس رامون ميلا. يُعرف على نطاق واسع بأنه أحد الآباء المؤسسين لجمهورية الدومينيكان، والشهيد الوحيد من بين الثلاثة، ويُكرم بوصفه بطلًا قوميًا. وبالإضافة إلى ذلك، سُمي وسام استحقاق دوارتي وسانشيز وميلا، بجزءٍ منه، على اسمه تشريفًا له.
تولى سانشيز، عقب إرسال دوراتي إلى المنفى، قيادة حركة الاستقلال، في حين استمر بالتواصل مع دوارتي من خلال أقربائه. ونجح الدومينيكان في ظل قيادة سانشيز بإسقاط الحكم الهايتي وإعلان استقلال الدومينيكان في 27 فبراير 1844. ومع نجاح الانفصال عن هايتي، تولى سانشيز منصبه كأول رئيس مؤقت لجمهورية الدومينيكان قبل أن يتنازل عن منصبه.
قوبلت أفكاره حول دولة مستقلة بتحديات شرسة من قِبل الكثيرين داخل القطاع ممن شعر أن استقلال الأمة الجديدة كان مجرد نجاح مؤقت. وبسبب مُثله الوطنية، كان سانشيز، مثل العديد من أقرانه، بوتقةً لتلقي هذه النزاعات السياسية. كان الجنرال العسكري بيدرو سانتانا أبرز خصومه السياسيين. وترافقت مكانته كوطني مع العديد من النتائج المؤسفة، بما في ذلك السجن والحرمان من الممتلكات والنفي عدة مرات، والأسوأ من ذلك كله، وفاة رفاقه.
وبحلول عام 1861، تحققت أسوأ مخاوفه المتمثلة بنهاية الجمهورية عندما علم أن المجموعة المؤيدة للضم بقيادة سانتانا وافقت على إعادة جمهورية الدومينيكان إلى الوضع الاستعماري. ودون إضاعة الوقت، هرع سانشيز عائدًا إلى وطنه ليطعن في هذا القرار، لكن نفس الأشخاص الذين تحالفوا معه استدرجوه إلى الفخ، مما أدى إلى وفاته المؤسفة في 4 يوليو 1861. فأثارت وفاته غضبًا وطنيًا في جميع أنحاء الجزيرة، وأحيت حقبة جديدة من النضال من أجل الاستقلال، الذي تحقق أخيرًا عام 1865.

## إعلان الاستقلال
في اجتماع عُقد في منزل سانشيز يوم 24 فبراير، ناقش أعضاء منظمة لا ترينيتاريا (الثالوث) خطط الثورة، التي اتفقوا على إطلاقها في 27 فبراير. وبعد يوم واحد، أُرسل المتمردون إلى أجزاء مختلفة من البلاد بهدف إتمام الاتفاقيات المبرمة خلال الاجتماع. وحضر ذلك الاجتماع، إلى جانب سانشيز وميلا، فيسينتي سيليستينو دوارتي (شقيق دوارتي) وخوسيه خواكين بويلو ومن عائلة لا كونتشا (جاسينتو وتوماس) وخوان أليخاندرو أكوستا وآخرون. وبناءً على اقتراح بعض رفاقه، ومن بينهم فيليكس ميرسيناريو ومانويل ماريا فالفيردي ومانويل خيمينيس وماريانو إتشافاريا، اتفق الجميع على أن يرأس سانشيز مجلس الحكم، الذي كان من المقرر أن يوجه مصائر الجمهورية الوليدة.
وفي تلك الليلة من يوم 27 فبراير، سار سانشيز ورجاله إلى أطراف بويرتا ديل كوندي. وأطلق ميلا، الذي وصل لتوه إلى المدينة، النار في الهواء من بندقيته الراعدة الشهيرة، بينما رفع سانشيز أول علم للدومينيكان المستقلة، وصرخ ملء رئتيه بالشعار الوطني، «ديوس، باتريا، إي ليبرتاد» (الله، والوطن، والحرية)، معلنًا للعالم بأسره ولادة الدولة المستقلة الجديدة: جمهورية الدومينيكان. كان سانشيز يبلغ من العمر آنذاك 26 عامًا فقط.

## جمهورية الدومينيكان الأولى
كان أول عمل له بعد إعلان الاستقلال، حسب الاتفاق، تولي رئاسة مجلس الحكم المركزي، المهيأ لحكم الأمة في أعقاب استقلالها. كان الهدف الأساسي من هذا المجلس قيادة البلاد أمام الهجمات القادمة من هايتي، التي ترفض فكرة أن تكون جمهورية الدومينيكان دولة منفصلة عنها وقائمة بحد ذاتها. أُبلغ سانشيز أن هايتي كانت خلال ذلك الوقت تستعد للتقدم العسكري في البلاد، مصممة على إعادة توحيد الجزيرة مجددًا. وردًا على ذلك، أرسل مجلس الحكم المركزي الجنرالان بيدرو سانتانا وشقيقه رامون إلى الجنوب، في حين وُجه سانشيز وميلا إلى سانتياغو. أسفر هذا الهجوم عن معركة أزوا التي دارت في 19 مارس. أقدم الجيش الدومينيكي على سحق هذا الغزو. ومع ذلك، استمرت التعديات بالحدوث، مما أثار سلسلة من الغزوات على مدى السنوات الاثني عشر المقبلة. وبعد مضي 24 ساعة على استلامه، تنازل سانشيز عن منصبه إلى بوباديلا.
توقع سانشيز أن يتبع أسلافه مُثل دوارتي العليا للحفاظ على دولة مستقلة حرة من أي قوة أجنبية. لكن هذه الأفكار ضُربت عرض الحائط بسبب الأطراف المتعارضة التي رأت أن الأمة الجديدة لم تكن قادرة ماديًا واقتصاديًا على الصمود بمفردها، خاصة في أعقاب التهديدات المرتقبة من هايتي. فبدأت بذلك حقبة جديدة لجمهورية الدومينيكان تشوبها المواجهات السياسية العنيفة.
فعند اكتشاف محاولة بوباديلا ضم الأمة الجديدة إلى فرنسا مثلًا، قاد سانشيز مع ميلا ثورة أدت لاحقًا إلى عزل بوباديلا، وأعادت تنصيب سانشيز رئيسًا في يونيو 1844. وفي نفس الوقت، أُسقط سانشيز في انقلاب آخر بقيادة الزعيم الثري بيدرو سانتانا. أعلن سانتانا على الفور أن سانشيز وميلا ودوارتي، الذين عادوا لتوهم إلى البلاد، خونة للوطن وأُجبروا على النفي. كان مثل هذا الإجراء بداية الخلاف بين أعضاء الثالوث المستقل والفئات المؤيدة للضم في الأمة.
ومن ناحية أخرى، وقعت مأساة أثناء وجودهم على متن السفينة، إذ تحطمت قبالة سواحل أيرلندا، مما أسفر عن مقتل العديد من الأشخاص على متنها. وجد الناجون، ومن بينهم سانشيز وميلا، أنفسهم في دبلن. وفي ديسمبر 1844، انتقلوا إلى الولايات المتحدة، واستقروا لاحقًا في كوراساو.
كانت حياته في كوراساو بسيطة للغاية. حصل على وظيفة معلم، فدرّس اللغة الإسبانية ومواد أخرى بصحبة رفاق صديقه خوان خوسيه إيلاس. أتاح له ذلك مقابلة ليونسيا رودريغيز، امرأة من كوراساو، أقام معها علاقة رومانسية، فأنجبت منه طفلة. ومع ذلك، تلقى سانشيز الأخبار المأساوية التي تفيد بأن عمته ماريا ترينيداد سانشيز تعرضت للتعذيب والإعدام من قِبل سانتانا لرفضها تسمية المتآمرين ضده في 27 فبراير 1845، بعد عام واحد تمامًا من الاستقلال عن هايتي. قُتل أيضًا الأخ الأكبر غير الشقيق لسانشيز، أندريس، ونيكولاس دي بارياس، وخوسيه ديل كارمن فيغيروا.
وفي عام 1848، منح مانويل خيمينيس، الرئيس المنتخب حديثًا، عفوًا سمح بعودة سانشيز والعديد من الوطنيين المنفيين إلى البلاد. عاد سانشيز إلى جمهورية الدومينيكان في وقت حرج للغاية. كان والداه، أولايا ديل روساريو ونارسيسو سانشيز، على قيد الحياة عند عودته. بيد أنه في بداية فبراير 1849، أصيبت أولايا ديل روساريو بمرض خطير. فاتفق سانشيز ووالده على تقبل فكرة اقتراب نهايتها، آملين بالاستمتاع معها في الوقت المتبقي من حياتها. وظل بجانبها حتى وفاتها المؤسفة في 2 مارس 1849. وقبل وفاتها، عاود سانشيز التواصل مع صديقته القديمة بالبينا بينيا، وتزوجها لاحقًا. استمر زواجهما حتى وفاة سانشيز.